# 1936년 동계 올림픽 아이스스톡
1936년 동계 올림픽의 아이스스톡 종목은 1936년에 독일 가르미슈파르텐키르헨에서 진행된 1936년 동계 올림픽의 비공식 종목이다. 비공식 종목으로서 진행되었다는 사실 외에는 경기 진행 방식, 세부 종목, 경기 결과 등은 알려져 있지 않다.

## 참조
- (폴란드어) Wudarski, Pawel (1999). “Wyniki Igrzysk Olimpijskich”. 2008년 10월 14일에 원본 문서에서 보존된 문서. 2008년 5월 16일에 확인함.